# Chūōkōron
Chūōkōron (japanisch 中央公論 „Zentrumsrevue“) ist ein wichtiges, monatlich in Japan erscheinendes Magazin von allgemeinem Interesse.

## Übersicht
Im August 1887 brachte eine Gruppe junger Zöglinge, die als „Hanseikai“ (反省会) am Nishi Hongan-ji in Kyōto studierte, ein Mitteilungsblatt heraus, das „Hanseikai zasshi“ (反省会雑誌). Im Mai 1892 wurde der Name in „Hansei zasshi“ (反省雑誌) geändert, das Blatt wurde ab Januar 1896 in Tōkyō herausgegeben. 1899 wurde das Blatt in Chūōkōron, etwa „Zentrale öffentliche Meinung“ umbenannt, während der Verlag weiterhin Hansei-sha (反省社) hieß. Mit der Zeit entwickelte sich Chūōkōron zu einem literarischen Magazin.
Takita Choin (1882–1925) schloss sich 1904 dem Magazin an und wurde 1912 Herausgeber. Er nahm weitere Inhalte auf, wie Politik, Wirtschaft, Erziehung und Religion. In dieser Zeit stellte das Magazin für Autoren wie Tanizaki Jun’ichirō, Shiga Naoya und Akutagawa Ryūnosuke eine Leserschaft für ihre Schriften und beförderte so ihre Karriere. Yoshino Sakuzō und Ōyama Ikuo, zwei Größen der „Taishō-Demokratie“, übten mit ihren Beiträgen einen beträchtlichen Einfluss auf die politische Meinung aus.
Nach dem Tod Takitas 1925 wurde Shimanaka Yūsaku (1887–1949) Chefredakteur, 1928 Herausgeber. Während der Shōwa-Zeit kam es zunehmend zu Schwierigkeiten mit der Regierung, und im Zusammenhang mit dem Yokohama-Zwischenfall musste das Magazin ab Januar 1944 sein Erscheinen einstellen.
Nach dem Pazifikkrieg konnte Chūōkōron ab 1946 wieder erscheinen und wurde neben „Sekai“ (世界) ein wichtiges Magazin mit Einfluss auf die öffentliche Meinung zu gegenwärtigen Ereignissen. Als Shimanaka Yūsaku 1949 starb, übernahm sein zweiter Sohn Shimanaka Hōji (嶋中鵬二; 1923–1997) die Leitung des Verlages. Er veröffentlichte in der Dezember-Nummer 1960 eine Erzählung von Fukazawa Shichirō mit dem Titel „Fūryū mutan“ (風流夢譚) – „Eine elegante Traumgeschichte“, die zum „Shimanaka-Zwischenfall“ führte.